# Vasile Iușan
Vasile Iușan  (n. 5 iulie 1944, Tioltiur, județul Cluj, România) este un actor român de teatru și film.
Născut la 5 iulie 1944 în județul Cluj, com. Cornești, satul Tioltiur, sat mic, dar bine așezat pe Valea Lujerdiului, aproape de Bobâlna, atestat documentar în anul 1305.
Al doilea fiu din cei nouă copii a lui Vasile a Vasilichii Tocului din Tioltiur și a Mariei a Rusului din Corneni (Șintereag) Com. Aluniș jud. Cluj.

### Studii
Școala primară a făcut-o în sat la curtea avocatului Obrobani, clasele 5-7 în Corneni, satul bunicului dinspre mamă, la Castelul lui Schirling. Școala profesională de instalații sanitare, la Liceul Samuel Brassai, Liceul la George Barițiu, Facultatea de drept la Universitatea Babes Bolyai Cluj-Napoca, licențiat în drept internațional, prof.dr. Marțian Niciu, șef comisie prof. dr. docent Vladimir Hanga. Școala populară de artă secția actorie prof. actrița Cecilia Șindelaru și actrița Maria Cupcea, secția regie de teatru prof. actorul Gogu Gherasim, și Școala de sociologie, prof. Achim Mihu din Cluj-Napoca.
În perioada 1961-1968 a fost angajat la Grup 4 instalații, apoi, între 1968 și 1977, a lucrat la Întreprinderea Terapia pe post de instalator, redactor la stația de radioficare și director al Clubului cultural Terra.
Aici a înființat în anii ‘70 trupa de teatru Terra, participantă la mai multe festivaluri de teatru locale, județene și naționale. A înființat Ansamblul folcloric Tulnicul care s-a desființat după Revoluția din 1989. La Clubul Terra și-au făcut ucenicia trupele de muzică pop Semnal M și Compact.
Între anii 1978-1995 figurant și apoi actor cu echivalare de studii la Teatrul de Stat Turda. În 1990 și 1991 a fost director al teatrului turdean.
Din anul 2000 a devenit secretar al Asociației Transilvane Zamolxe și director al Teatrului Zamolxe. Din repertoriu: Take, Ianke și Cadâr de Victor Ion Popa, Seara cea mare pentru cei mici, de Alecu Popovici, Hoțul de mărgăritare de Valeriu Anania, Se caută un mincinos de Dimitris Psathas.

### Fotograf
După ce a fost un fotograf amator, a devenit artist fotograf, iar din 1991 proprietar al Studioului de foto și film FOTO CLIP SRL Cluj-Napoca.

### Epigramist
A publicat 12 plachete de epigrame, la Casa de editura Dokia Cluj-Napoca: Lume multă, oameni puțini; Justiția e oarbă, surdă și absurdă; Ridică-te, Caragiale; Fă-mă, Doamne, ce mi-i face; Dacă vrei să scapi de stress; Am cap de neamț, nu de chibrit; Europarlamentare; Estivale; Dedicații; Preelectorale; Electorale; Postelectorale.

## Filmografie
- O lacrimă de fată (1980)
- Undeva în Est (1991) Regia Nicolae Mărgineanu,
- Sezonul pescărușilor (1985) Regia Nicolae Oprițescu,
- La răscrucea marilor furtuni (1980) Regia Mircea Moldovan,
- Vulpe - vânător (1993) regia Stere Gulea.
- Teatrul Municipal Turda-prezent

## Roluri în teatru
- Milițianul  – “Alibi” de Ion Băieșu, regia Ion Dan 1978
- Un țăran  – “Chirița în provincie” de Vasile Alecsandri, regia Stelian Stancu 1978
- Un conte  – “Syrano” de George Teodorescu, regia Zoe Stanca Anghel  1978
- Ipistatul și chelnerul  – “D'ale carnavalului” de I.L.Caragiale, regia Matei Varodi 1979
- Preotul  – “Cetatea unirii” de Teodor Tanco, regia Matei Varodi 1979
- Kiki Mavrapol  – “Micul infern” de Mircea Ștefănescu, regia Matei Varodi 1980
- Recital  – “Culorile muzicii” de Ovidiu Cosac, regia Ovidiu Cosac 1980
- Köning -ofițer german – “Martirii” de Nicolae Jianu, regia Matei Varodi 1980
- Străjelul  – “Povestea dulgherului...” de Radu Stanca, regia Nicu Gheorghe 1980
- Fery  – “Bocet vesel pentru un fir de praf rătăcitor” de Suto Andras, regia Mircea Moldovan 1981
- Infirmierul  – “Un bărbat și mai multe femei” de Leonid Zorin, regia Andrei Mihalache 1981
- Corul  – “Medeea” de Seneca, regia Aureliu Manea 1981
- Paznicul  -“Balada celor doi îndrăgostiți” de Dimitrie Roman, regia Matei Varodi 1981
- Vizitatorul  – “De ce dormi iubito?” de Jos Vandeloo, regia Ioan Pitaru 1982
- Take – “Generația de sacrificiu” de J. Valjean, regia Marin D.Aurelian 1982
- Judele – “Doi pe cal, unul pe măgar” de Oldrich Danek, regia Ioan Pitaru 1983
- Nae Ipingescu – “O noapte furtunoasă” de I.L. Caragiale, regia Ioan Pitaru 1983
- Ion – “ Chirița în provincie” de Vasile Alecsandri, regia Ioan Pitaru 1983
- Udrea si Pascu – “ Steaua fără nume” de Mihail Sebastian, regia Andrei Mihalache 1984
- Nuțu – “Urme pe zăpadă” de Paul Everac, regia Mircea Moldovan 1084
- Fratele Tanței – “Tanța și Costel” de Ioan Băieșu, regia Mircea Moldovan 1984
- Ion – “Chirița în provincie” de Vasile Alecsandri, regia Tamara Buciuceanu Botez  1984
- Morarul – “Motanul încălțat” de Constantin Cubleșan, regia Andrei Mihalache 1985
- Duda – “Un suflet romantic” de Tudor Popescu, regia Andrei Mihalache 1985
- Leul – “Vrăjitorul din Oz” de Silvia Kerim, regia Nicu Gheorghe 1986
- Antrenorul – “ Ultima cursă” de Horia Lovinescu, regia Nicu Gheorghe 1987
- Orlando – “Nobili de ocazie”de Eduardo Scapeta, regia Virgil Andrei Vata 1988
- Cuche – “Floarea de cactus” de Pierre Barillet, regia Marin D. Aurelian 1988
- Șeful politiei – “Moara cu noroc” de Nicu Gheorghe, regia Nicu Gheorghe 1989
- Căpcăunul – “Seara cea mare pentru cei mici” de Alecu Popovici, regia Marin D.Aurelian 1989
- Țăranul și Dumnezeu – “Cu mănuși, fără mănuși” de V. Cacoveanu, regia Dorel Vișan 1990
- Contele – “Calul leșinat” de Francoise Sagan, regia Eugen Vancea 1991
- Tatăl-Elli – “Hoțul de mărgăritare” de Valeriu Anania, regia Marin D. Aurelian 1992
- Tata – “Uite tata nu e..tata” de Mihai Joldea, regia Maria Voronca 1992
- Electricianul – “Captivi în libertate” (acvariu)de Krysztaff Toeplitz, regia Ovidiu Cosac  1992
- Mark – “Contractul cu diavolul” de Alejandro Casona, regia Virgil Vata 1992
- Unul – “ Dinții” de Matei Vișniec, regia Bori Ghițulescu 1993
- Căpcăunul (în limba greacă) – “Seara cea mare pentru cei mici” de Alecu Popovici, regia Marin D.Aurelian  1993
- Ferechis – “Se caută un mincinos” de Dimitris Psathas, regia Anatol Pânzaru 1994
- Zeul – “Stăpânul tăcerii” de Horia Gârbea, regia Matei Varodi 1994
- Tatăl lui Iancu (T.N. Cluj) – “Avram Iancu” de Lucian Blaga, regia Horia Popescu 1994
- Ferechis – “Se caută un mincinos” de Dimitris Psathas, regia Traian Savinescu 2005